# Acianthus aegeridantennatus
Acianthus aegeridantennatus är en orkidéart som beskrevs av Nicolas Hallé. Acianthus aegeridantennatus ingår i släktet Acianthus och familjen orkidéer. Inga underarter finns listade i Catalogue of Life.